# Pacificair
Pacificair is een Filipijnse luchtvaartmaatschappij. De thuishaven is Ninoy Aquino International Airport, Manilla.

## Geschiedenis
Pacificair werd in 1947 opgericht.

## Vloot
De vloot van Pacificair bestaat uit: (maart 2007)
- 4 Britten-Norman BN2A Islander

## Incidenten
- Op 2 april 1996 botste een de Havilland Canada DHC-6 Twin Otter 200 (registratienummer RP-C1154) tijdens het taxiën op Ninoy Aquino International Airport in Manilla op een opstijgende Boeing 737 (EI-BZF). De Twin Otter werd 130 meter meegesleept door de 737. De twee bemanningsleden overleefden het ongeluk.[1]

- Op 9 juni 1999 stortte een Britten-Norman BN-2A-21 Islander (RP-C471) neer nabij Coron Airport. Er kwam hierbij 1 bemanningslid om het leven.[2]

- Op 16 oktober 2004 vloog een Britten-Norman BN-2A-21 Islander (RP-C1325) van Coron Airport naar Puerto Princesa Airport door slecht zicht in de flank van Mount Tagpao. Twee bemanningsleden kwamen om het leven.[3]